# Bug!
Bug! är ett plattformsspel utvecklat av Realtime Associates och utgivet av Sega till konsolen Sega Saturn. Det släpptes 1995, först i Nordamerika kort efter Saturns lansering där, sedan i Europa den 15 september och i Japan den 8 december samma år. Det porterades till Windows 3.1x och Windows 95 1996 av Beam Software. Spelet kretsar kring Bug, en Hollywood-skådis som har förhoppningar om att nå kändisskap genom att besegra den skurkaktiga Queen Cadavra.
Spelet utvecklades med tanken om att titelfiguren skulle kunna bli en möjlig maskot för Saturn. Detta på grund av frånvaron av ett Sonic the Hedgehog-spel vid tidpunkten för dess lansering. Spelet misslyckades emellertid med att fånga konsumenternas intresse. Det var ett av de tidigaste exemplen på 3D-plattformsspel liksom det första plattformsspelet som utgavs till Saturn. Bug! fick positiva recensioner vid utgivningen. Recensenterna berömde spelets grafik och färgglada visuella effekter, dock kritiserades spelets musik och röstskådespeleri. En uppföljare, Bug Too!, släpptes till Saturn 1996.

## Spelupplägg
Bug! är ett plattformsspel i 3D där spelaren ska fortskrida genom olika banor. Spelet äger rum på "Bug Island" och består av sex världar med vardera tre banor, där den sista banan innehåller en bossfight. Fienderna är olika insekter som besegras genom att spelarfiguren hoppar på dem. Varje bana slutar när spelaren hoppar på en ”Bug Stop”, som gör att spelaren kan fortsätta till nästa bana. Varje bana innehåller föremål som går att samla in. Ett 1-UP ger spelaren ett extraliv, ett hjärta återställer en skadepoäng, samtidigt som så kallad ”Bug Juice” återställer hela hälsomätaren, och ett mynt gör det möjligt för spelaren att delta i en bonusrunda där denna kan vinna fler liv. Om spelaren får slut på Bug Juice går ett liv förlorat. Spelet tar slut om spelaren inte har några ”continues” kvar.
Blå kristaller går att samla in och dessa föremål finns utspridda över spelets banor. Om spelaren samlar på sig 100 stycken av dessa erhålls ett extraliv och en bild av en trollslända. Tre bilder krävs för att få spela en specialrunda som innefattar en jakt på ringar med trollsländor. Spelaren kan också komma över power ups som gör det möjligt att besegra fiender omedelbart. Dessa ger ”zap” och ”spit”-attacker, där den ena gör att Bug avfyrar missiler gjorda av saliv och den andra frigör en blixt av elektricitet. Banorna i Bug! är linjära och spelaren kan bara röra figuren i fyra riktningar trots att spelet framställs i full 3D. Utöver rörelsemönstret kan spelarfiguren också gå uppför väggar och gå upp-och-ner.
Spelet kretsar kring titelfiguren Bug, en Hollywood-skådis som har förhoppningar om att göra sitt ”största genombrott”. Bug beslutar sig för att anmäla sitt intresse för huvudrollen i en kommande actionfilm, i vilken hans flickvän kidnappas av den skurkaktiga Queen Cadavra och där han måste bege sig av för att rädda henne.

## Utveckling och lansering

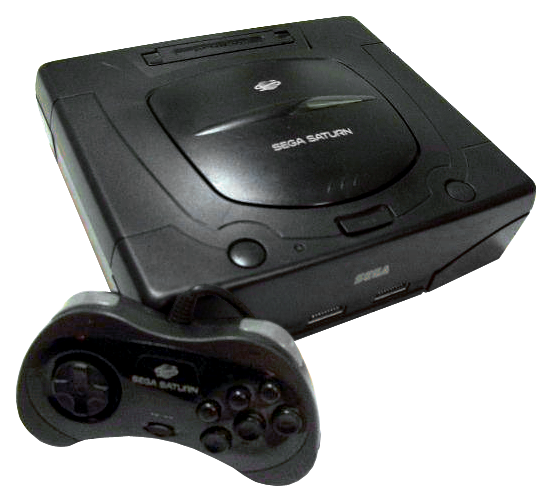
Bug! släpptes till konsolen Sega Saturn.

Bug! var ett koncept som togs fram som en av tre kandidater till ”kommande” maskotar till Segas konsol Sega Saturn 1994. Detta på grund av bristen på ett Sonic the Hedgehog-spel vid konsolens lansering. De andra tänkbara kandidaterna var plattformsspelen Clockwork Knight, som utkom kort före Bug! vid lanseringen av Saturn i Nordamerika, och Astal som släpptes senare under 1995. Huvudfiguren Bug ansågs ha efterliknat Sonics utseende och attityd för att göra den till en effektiv maskot. Vid elektronikmässan Consumer Electronics Show i Las Vegas 1995, uttryckte Steven Spielberg att Bug var figuren ”som skulle göra skillnaden” för Saturn. Spelföretaget Realtime Associates utvecklade spelet genom att för-rendera spelets figurer och sedan omvandla dem till sprite. En liknande metod användes under utvecklingen av Donkey Kong Country.
Bug! var ett av de tidigaste exemplen på ett plattformsspel i 3D. Det var också det första plattformsspelet som gavs ut till Saturn i Europa. Vid slutet av 1995 hade 150 000 exemplar av Bug! sålts i USA, vilket gjorde spelet till det näst mest populära Saturn-spelet efter Daytona USA. Enligt Sega pågick diskussioner kring en animerad tv-serie, men detta förverkligades inte. En uppföljare, Bug Too! släpptes till Saturn 1996.

## Mottagande
| Mottagande      | Mottagande            |
| Samlingsbetyg   | Samlingsbetyg         |
| Tjänst          | Betyg                 |
| --------------- | --------------------- |
| Gamerankings    | 84% (Saturn) 55% (PC) |
| Recensionsbetyg |                       |
| Publikation     | Betyg                 |
| Allgame         | [ 2 ]                 |
| Game Informer   | 9/10                  |
| Gamepro         | [ 20 ]                |

Bug! fick positiva recensioner vid utgivningen. Saturn-versionen har ett genomsnittligt betyg på 84 procent på Gamerankings, baserat på en sammanställning av två recensioner, och PC-versionen har ett snittbetyg på 55%, baserat på sammanställningen av två recensioner.
3D-grafiken berömdes av recensenter. Andy McNamara på tidskriften Game Informer tyckte att det visuella i spelet var dess starkaste sida, och sade att den ”fantastiska” grafiken var ”kanske det bästa med Bug!". I samma recension, lovordade Paul Anderson spelets för-renderade bossar och mellansekvenserna. Lee Nutter på Sega Saturn Magazine kände besvikelse över att spelet inte var i äkta 3D, men nämnde att det var ett ”riktigt följsamt och visuellt tjusigt” spel. Mike Weigand på Gamepro lyfte fram spelets stora och visuellt detaljerade banor, och uttryckte att grafiken var ”förträfflig”. En recensent på Entertainment Weekly beskrev Bug! som en presentation av Saturn's ”bländande grafik i 3D-stil”.
Mark Reed på Maximum tyckte att spelet, sett till grafiken, var en ”blandad påse”, och hyllade sprites och animationer men kritiserade bakgrunden och sade att den såg ”ofta för kloss-aktig” och repetitiv ut. Reed ansåg dock att det förbättrades på senare banor. Neil West på Next Generation Magazine tyckte att grafiken var ”solid”, men tyckte att spelet mest var en direkt överföring från ett 2D-format till 3D. Chris Broesder på Allgame nämnde att grafiken tillförde något till den generella upplevelsen av spelet, och sade att figurerna var färgglada och hade ”serietidnings-kvalitet”, men att vissa texturer var ”lite kloss-aktiga” när dessa zoomades in. Amalio Gomez på Hobby Consolas berömde sprite-renderingen och 3D-miljöerna och beskrev dem som ”vackra”, och sade att spelet drog nytta av Saturn's kraft och möjligheter.
Spelets musik och ljudeffekter lovordades, men dialogen fick kritik. McNamara ogillade röstskådespeleriet till Bug och sade att det var för ”Gex-wanta-be”. (Gex är huvudfiguren i en serie plattformsspel). Weigand lyfte fram spelets jazzmusik och sång, trots att han inte heller uppskattade Bugs ”nasala one-liners”. Reed var missnöjd över ljudaspekten av spelet och sade att Saturns kapacitet inte nyttjades fullt ut. Reed uttryckte också att Bugs röstsamplingar var ”väldigt beklagliga” och irriterande. Broesder sade å andra sidan att ljuden bidrar till spelupplevelsen i sin helhet och var av hög kvalitet, men kände sig samtidigt trött över att rösterna upprepade sig ”om och om igen”. Gomez berömde ljudeffekterna och musiken och sade att musiken var ”intensiv” och att ljudeffekterna förstärkte det ”genuina” i spelarens handlingar.